# Florian Schwinn

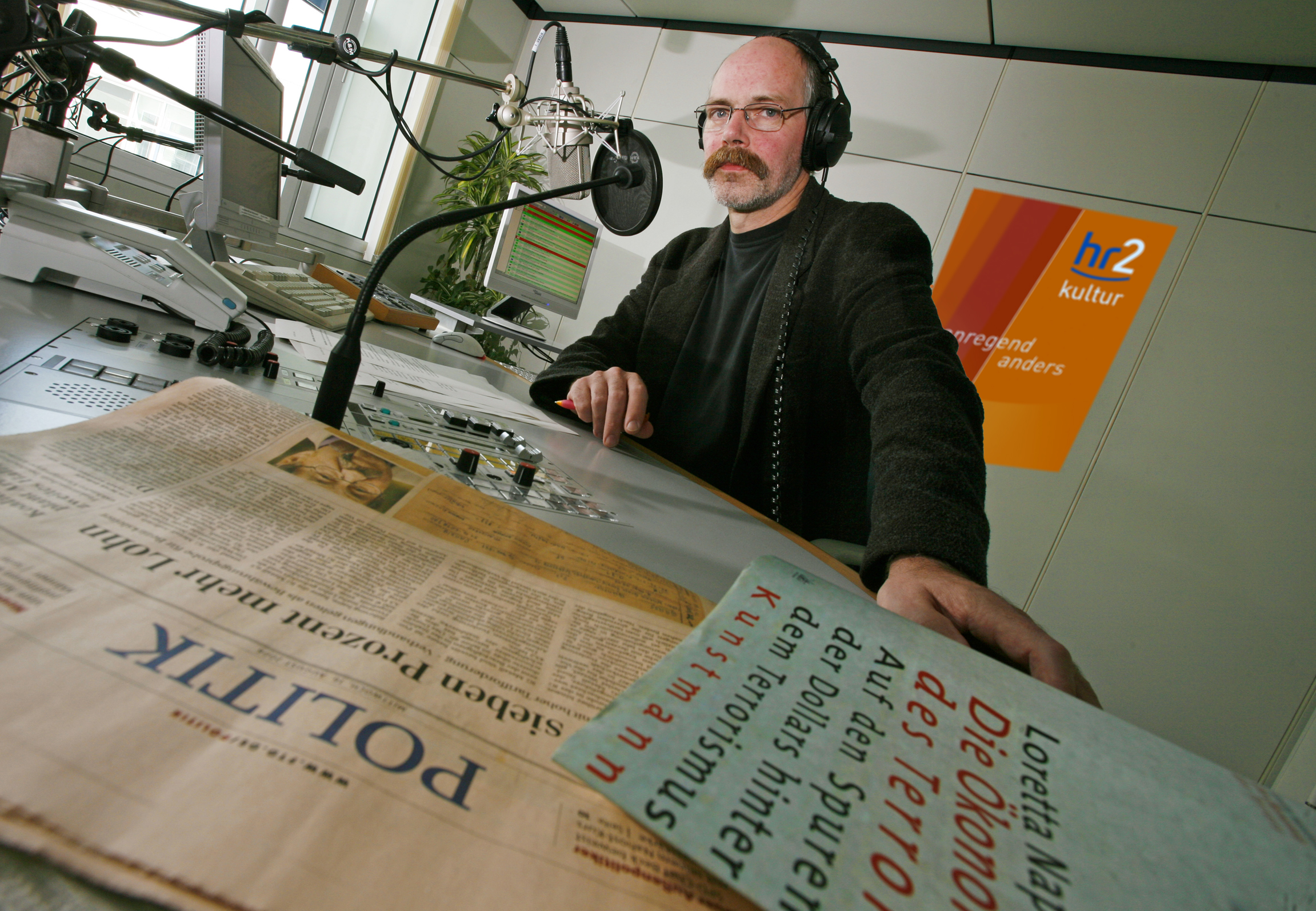
Florian Schwinn im Sendestudio von „Der Tag“ (2006)

Florian Schwinn (* 1954 in Frankfurt am Main) ist ein deutscher Journalist, Hörfunkmoderator und Autor von Radio-Features und Sachbüchern.

## Leben
Florian Schwinn wuchs in Königstein im Taunus und Dietzenbach auf und studierte in Frankfurt am Main Germanistik und Politik. Während des Studiums begann er mit der journalistischen Arbeit beim Informations-Dienst zur Verbreitung unterbliebener Nachrichten iD, dem Nachrichtendienst der Alternativpresse und Vorläufer der taz. Gleichzeitig entstanden erste Hörfunkbeiträge für den Hessischen Rundfunk. Er arbeitete dann als Aufnahmeleiter und Produktionsleiter unter anderem für die Fernsehproduktionsfirma von Karl Schedereit und das ZDF. Ab 1981 war Florian Schwinn ständiger freier Mitarbeiter des hr – als Reporter, Redakteur und Moderator, zunächst bei der Hörfunkwelle hr3, dann bei hr1 und schließlich bei hr-iNFO und hr2 kultur. Dort moderierte er die Sendung „Der Tag“. Außerdem schrieb und produzierte er Radio-Features, häufig zu Umwelt- und Energiepolitik, Klimaschutz und Landwirtschaft, und er ist Sachbuchautor. Seit 2020 veröffentlicht er die vierzehntägliche Kolumne "Führerschein für Einkaufswagen" auf der eigenen Netzseite und im Online-Magazin des Westend Verlags. Seit 2021 erscheint die Kolumne einmal monatlich auch als Podcast.
Während des Kriegsrechts in Polen Anfang der 1980er Jahre war Florian Schwinn vielfach in dem damals kommunistischen Land unterwegs – als Fahrer von Hilfstransporten, aber auch als nicht akkreditierter Journalist und Schmuggler von Elektronik-Bauteilen für die Piratensender von Radio Solidarność. Er führte Interviews mit den im Untergrund lebenden Führern der Solidarność, unter anderem mit dem Gründer der Solidarność Walcząca (Kämpfenden Solidarität), Kornel Morawiecki. Die Tonbänder der Interviews wurden in den Westen geschmuggelt und im Rundfunk – in Radio-Features unter Pseudonym – und zum Beispiel im Stern veröffentlicht. Das Honorar dafür ging zum Teil an die Auslandsbüros der Solidarność.
1997 gründete Florian Schwinn mit dem Medienfachverleger Hans Oberauer und Annette Milz das Broadcast-Magazin CUT, dessen Chefredakteur er bis 2008 war. Von 2004 bis 2022 gehörte er zum Organisationsteam der von der Bundeszentrale für politische Bildung und der bayerischen Akademie für Politische Bildung ausgerichteten Tutzinger Radiotage.
Florian Schwinn lebt in Hamburg und Nordfriesland.

## Positionen
Bezüglich Veganismus hält Florian Schwinn fest: Es helfe den Tieren in der industriellen Intensivtierhaltung nicht, wenn sich mehr Menschen vegan ernährten. Sich vegan zu ernähren stelle ein Sich-Abwenden von den Tieren dar, das das eigene Gewissen beruhigen könne. Den Tieren helfe nur ein Sich-Hinwenden zu ihnen, was bedeute, andere Tierhaltungsformen aktiv zu unterstützen. Wer die Menschheit von ihren Tieren trennen wolle, beende unsere Kulturgeschichte und nebenbei auch noch das Leben einer großen Zahl von Tieren und Menschen. Zudem seien unsere Gesellschaft und Kultur auf dem Rücken der Tiere  aufgebaut und es sei noch niemandem gelungen, aus der Geschichte seiner Vorfahren auszusteigen.

## Auszeichnungen
- 1976 Hungertuch-Preis
- 1981 Kurt-Magnus-Preis der ARD
- 1989 Deutsch-Französischer Journalistenpreis
- 1990 Friedwart Bruckhaus-Förderpreis der Hanns Martin Schleyer-Stiftung
- 2006 Otto-Brenner-Preis der Otto-Brenner-Stiftung – mit der Redaktion der hr2-Sendung „Der Tag“
- 2011: Medal Wdzięczności – Dankbarkeitsmedaille des Europäischen Zentrums der Solidarność
- 2013: Sonderpreis der Jury des Robert-Geisendörfer-Preises – mit der Redaktion der hr2-Sendung „Der Tag“
- 2016: Medienpreis Aeternitas – mit der Redaktion der hr2-Sendung „Der Tag“ für die Hörfunkproduktion Der Friedhof im Zeitalter digitaler Unsterblichkeit.
- 2017: Civis-Preis – mit der Redaktion der hr2-Sendung „Der Tag“ für die Hörfunkproduktion Grenzen der Aufklärung – Rechte Gewalt und die Justiz
- 2017: UmweltMedienpreis für die hr2-Sendung „Der Tag“ und das Buch Tödliche Freundschaft[4]
- 2018: Eduard-Bernhard-Preis des BUND Hessen für das Buch Tödliche Freundschaft[5]

## Werke
- Bericht vom Stundentraum. Erzählungen, Langewiesche-Brandt, Ebenhausen 1976, ISBN 978-3-7846-0093-2
- Bis zum Ende des Regenbogens. Porträt der Umweltorganisation Greenpeace. Hörfunkfeature, hr 1987 und Audioedition, Network Medienkooperative, Frankfurt 1988
- Zäune überall. Wackersdorf – ein Lehrstück. Radiofeature. Koproduktion SFB, WDR 1988
- Ketten-Reaktionen. Langzeitstudien über die "politische Psychologie" atomarer Konfliktbewältigung. Mit Christoph Potting und Annette Weweler, Network Medienkooperative, Frankfurt 1989
- Wissen ist Macht: zur politischen und ökonomischen Bedeutung von Datenbanken. Mit Jörg Becker und Susanne Bickel, Landeszentrale für Politische Bildung Nordrhein-Westfalen, Düsseldorf 1990
- Der Auszug. Vom Ende einer Heimat. Radiofeature. Mit Monika Held, Koproduktion mdr, SFB, NDR, SDR 1993
- Frankfurt, eine deutsche Stadt erinnert sich. Mit Monika Held und Inge Kurtz, Hörspiel-Doku in CD-Box, Hessischer Rundfunk, Pool Dokumentation, Frankfurt/Main, Berlin 1994
- Die Flüsse der Welt: Der Nil. Akustische Porträts der größten Flüsse der Welt, dreistündiges Radiofeature, hr 2002
- Tödliche Freundschaft. Was wir den Tieren schuldig sind und warum wir ohne sie nicht leben können.[6] Sachbuch, Westend, Frankfurt am Main 2017, ISBN 978-3-86489-143-4
- Rettet den Boden! Warum wir um das Leben unter unseren Füßen kämpfen müssen. Sachbuch, Westend, Frankfurt am Main 2019, ISBN 978-3-86489-242-4
- Die Klima-Kuh. Von der Umweltsünderin zur Weltenretterin. Sachbuch, Westend, Neu-Isenburg 2024, ISBN 978-3-86489-421-3